# Niklaskogel
Niklaskogel är en bergstopp i Österrike.   Den ligger i distriktet Lienz och förbundslandet Tyrolen, i den centrala delen av landet, 300 km väster om huvudstaden Wien. Toppen på Niklaskogel är 2 492 meter över havet.
Terrängen runt Niklaskogel är bergig. Runt Niklaskogel är det ganska glesbefolkat, med 26 invånare per kvadratkilometer.. Närmaste större samhälle är Matrei in Osttirol, 17,3 km öster om Niklaskogel. 
Trakten runt Niklaskogel består i huvudsak av gräsmarker.